# Fansly
Fansly – internetowa platforma subskrypcyjna umożliwiająca twórcom (w tym głównie erotycznego) udostępnianie ekskluzywnych treści za opłatą. Serwis uruchomiono w 2020 roku. Jest własnością amerykańskiej spółki Select Media LLC (z siedzibą w Baltimore) oraz cypryjskiej firmy CY Media LTD (Kamares, Cypr) – obu związanych z Michaelem Etelisem. Platforma jest często porównywana do OnlyFans – layout i funkcje serwisu są do niego bardzo podobne. Podstawowym celem Fansly jest umożliwienie twórcom zarabiania na treściach – zarówno pornograficznych, jak i innych – poprzez bezpośrednie wsparcie subskrybentów. Użytkownicy płacą miesięczną opłatę za dostęp do materiałów twórców oraz mogą przekazywać napiwki czy płacić za konkretne nagrania i wiadomości.

## Historia
Firma Select Media LLC została zarejestrowana w lutym 2020 roku, zaś spółka CY Media LTD – w maju 2021. Platforma zaczęła zyskiwać popularność na początku 2021 roku. Przełomowym momentem był sierpień 2021, kiedy OnlyFans ogłosił, że od października 2021 wprowadzi zakaz treści pornograficznych. Wówczas wielu twórców OnlyFans zaczęło przenosić działalność na inne serwisy, w tym Fansly. Według Mel Magazine, w krótkim czasie po tym ogłoszeniu na Fansly zaczęły napływać nawet 4 tysiące nowych rejestracji na godzinę, co doprowadziło do chwilowego przeciążenia serwerów serwisu. Od razu po odejściu od pierwotnej decyzji OnlyFans (powrót do akceptowania treści erotycznych) zainteresowanie Fansly pozostało jednak wysokie. Według stanu na sierpień 2021, platforma zgromadziła już około 2,1 miliona użytkowników.

## Model działania i funkcje
Fansly działa na modelu subskrypcyjnym i mikropłatnościowym. Twórcy mogą ustalać miesięczne opłaty subskrypcyjne za dostęp do swoich treści, a także sprzedawać dodatkowe materiały w modelu pay-per-view (PPV) oraz przyjmować napiwki od fanów. Wszystkie przychody generowane są trzema głównymi ścieżkami: subskrypcjami, płatnymi mediami (zdjęciami, wideo, wiadomościami audio) oraz napiwkami. Serwis wspiera również transmisje na żywo (livestreaming) oraz prywatne wiadomości między twórcą a subskrybentem. Fansly oferuje zaawansowane narzędzia sprzedażowe, takie jak ustalanie celów napiwków, automatyczne odpowiedzi po otrzymaniu określonej kwoty (tzw. „keyword tips”) oraz możliwość grupowania treści w kategorie („wall albums”).
Platforma zawiera także funkcje zwiększające prywatność i bezpieczeństwo. Twórcy mogą blokować użytkowników z konkretnych lokalizacji – wówczas poszczególne kraje, stany czy miasta widzą profil jako nieistniejący. Można też ustawić, by podgląd treści miał wyłącznie zalogowany subskrybent. Serwis deklaruje silne mechanizmy weryfikacji wieku i tożsamości (współpracując np. z zewnętrznymi systemami weryfikacji, takimi jak Ondato). Stosuje algorytmiczną stronę „For You Page” (spersonalizowany feed), która promuje treści użytkowników w oparciu o zainteresowania i zachowania odbiorców. Całość modelu działania jest więc zbliżona do innych platform subskrypcyjnych – m.in. OnlyFans – z naciskiem na elastyczność form zarabiania dla twórców.

## Użytkownicy i zasięg
Dokładne dane o liczbie użytkowników Fansly nie są jawne. Według podanych powyżej danych, w połowie 2021 serwis miał ponad 2 miliony zarejestrowanych użytkowników (głównie subskrybentów i twórców). Zewnętrzne analizy ruchu internetowego wskazują, że w styczniu 2023 platformę odwiedziło około 29 milionów unikalnych użytkowników. Najwięcej wizyt generowane jest przez odbiorców z USA (wg stanu na 2023 około 39% całego ruchu), kolejne kraje to Wielka Brytania (5%) i Kanada (4,5%). Statystyki te sugerują globalny zasięg serwisu, choć główną bazą twórców i fanów pozostają kraje anglojęzyczne. Dla porównania, OnlyFans na przełomie 2021/2022 deklarował ponad 130 milionów użytkowników (2 miliony twórców).

## Wpływ społeczny i ekonomiczny
Platformy typu OnlyFans czy Fansly zyskały na znaczeniu podczas pandemii COVID-19 jako alternatywne źródło zarobku dla wielu twórców treści dla dorosłych. Cyfrowe media podkreślają, że serwisy subskrypcyjne „stały się lukratywną drogą” dla osób dotkniętych kryzysem gospodarczym. Sektor ten przekształcił się w branżę wartą miliardy dolarów, napędzaną głównie treściami erotycznymi.
Wpływ społeczny tych platform jest przedmiotem dyskusji. Z jednej strony umożliwiają twórcom niezależne zarabianie (bez tradycyjnych agencji czy wytwórni), co dla niektórych stanowi istotne źródło dochodu. Z drugiej strony pojawiają się obawy o negatywne skutki. Analitycy i badacze zauważają, że „rosnący wpływ tych platform, szczególnie wśród młodzieży, budzi obawy dotyczące długofalowych efektów społecznych”. Krytycy ostrzegają, że łatwość zarabiania na treściach erotycznych może skłaniać młodych ludzi do wchodzenia w niebezpieczną „cyfrową branżę seksualną”. Z szerszego punktu widzenia niektóre raporty i organizacje wskazują, że nagłe ograniczenia na platformach (jak krótkotrwały zakaz OnlyFans w 2021) mogą pogorszyć sytuację twórców, szczególnie osób z mniejszymi obserwatorami, zmuszając je do powrotu do pracy „w realu” przy gorszych warunkach.